# سیارک ۱۱۴۶۴۹
سیارک ۱۱۴۶۴۹ (به انگلیسی: 114649 Jeanneacker، نامگذاری:2003EN52) صد و چهارده هزار و ششصد و چهل و نهمین سیارک کشف شده‌است که در ۶ مارس ۲۰۰۳ کشف شد.